# Stazione di Firenze Rifredi
La stazione di Firenze Rifredi è una stazione ferroviaria posta sulle linee ferroviarie Maria Antonia, Leopolda, direttissima Firenze-Bologna e a quella ad alta velocità. È inoltre capolinea della direttissima Firenze-Roma. È situata in via dello Steccuto, nel quartiere fiorentino di Rifredi, zona nord-ovest della città.
Fino al 1927 era denominata semplicemente "Rifredi".

## Strutture e impianti
Il piazzale è composto da nove binari passanti serviti da cinque banchine, tutte collegate da due sottopassaggi e in parte coperte da pensiline. 
I primi due binari sono quelli terminali della direttissima per Prato e Bologna, che proseguono nella direttissima per Roma. Il terzo e il quarto binario sono quelli della linea ad alta velocità, mentre il quinto e il sesto sono quelli della linea per Lucca. Il settimo binario è di raccordo con la linea che dalla stazione di Firenze Castello si dirige all'impianto di Osmannoro, mentre l'ottavo e il nono sono i binari della linea per Livorno.

## Movimento
L'impianto è servito dai treni regionali Trenitalia,  nell'ambito del contratto di servizio stipulato con la Regione Toscana. 
Le principali destinazioni sono a Arezzo, Bologna Centrale, Chiusi-Chianciano Terme, La Spezia Centrale, Grosseto, Livorno Centrale, Lucca, Montevarchi-Terranuova, Pisa Centrale, Pistoia, Pontremoli, Prato Centrale, Siena, Vernio e Viareggio.
È servita anche dagli InterCity per Milano Centrale, Napoli Centrale, Roma Termini e Trieste Centrale.
Nel 2008, il volume giornaliero di passeggeri era di 7582 unità.

## Servizi
- Biglietteria a sportello
- Biglietteria automatica
- Servizi igienici
- Bar
- Posto di polizia ferroviaria

Sono presenti impianti di videosorveglianza e di annunci sonori.

## Interscambi
- Stazione taxi
- Fermata autobus